# مالیمبه کسین
مالیمبه کسین (نام علمی: Malimbus cassini) نام یک گونه از سرده مالیمبه‌ها است.